# 줄스 홀랜드
줄스 홀랜드(영어: Jools Holland, OBE, 1958년 1월 24일 ~ )는 영국의 음악가이자 사회자이다.
밴드 스퀴즈의 결성을 주도해 스팅, 에릭 클랩튼, 마크 노플러, 조지 해리슨, 데이비드 길모어, 매거진, 보노 등과 함께 작업을 하였다.
1992년부터 BBC의 음악 프로그램 《Later... with Jools Holland》의 호스트로 활동하고 있다.
2006년 9월에는 켄트주의 부지사(Deputy Lieutenant)로 임명되어 공직에 복무하기도 했다.

## 서훈
- 2003년 대영 제국 훈장 4등급(OBE) 수훈[1]